# گلانبروکن
گلانبروکن (به آلمانی: Glanbrücken) یک شهر در آلمان است که در Lauterecken-Wolfstein واقع شده‌است. گلانبروکن ۵۱۴ نفر جمعیت دارد.